# Martha Washington
Martha Washington (13 tháng 6 [lịch cũ: 2 tháng 6] năm 1731 – 22 tháng 5 năm 1802), khuê danh Martha Dandridge, là phu nhân của George Washington, Tổng thống đầu tiên của Hoa Kỳ. Khi George Washington nhậm chức Tổng thống, Martha Washington cũng phục vụ với cương vị Đệ Nhất Phu nhân Hoa Kỳ, mặc dù sau khi bà qua đời, danh hiệu này mới được đặt ra. Trong suốt cuộc đời của mình, Martha Washington thường được nhắc đến như là "Quý bà Washington" ("Lady Washington").
Martha Washington kết hôn lần đầu với Daniel Parke Custis và có với nhau 4 đứa con. Đến năm 25 tuổi, chồng bà không may qua đời và bà trở thành một góa phụ. Chỉ 2 trong số 4 người con của bà sống được đến tuổi vị thành niên. Khi tái hôn với George Washington, bà mang khối gia tài của mình trao cho ông và giúp ông mua thêm đất đai để thêm vào khổi tài sản cá nhân của mình. Đồng thời, bà cũng dẫn thêm khoảng 1000 gia nhân, tài sản do người chồng trước để lại, để phục vụ mình trong suốt cuộc đời ở tư gia của Washington. Sau khi Martha qua đời, những gia nhân này cùng con cháu của họ trở về nhà của người chồng trước và thuộc quyền sở hữu của những thành viên kế thừa tài sản của Curtis. Martha và George Washington không có con chung với nhau, nhưng cả hai đều cùng nhau dưỡng dục những đứa con riêng của bà với Daniel Parke Custis, bao gồm cả John "Jacky" Parke Custis. Ngoài ra, vợ chồng Washington cũng giúp đỡ cho những đứa cháu và người họ hàng gần xa của mình.

## Tưởng nhớ

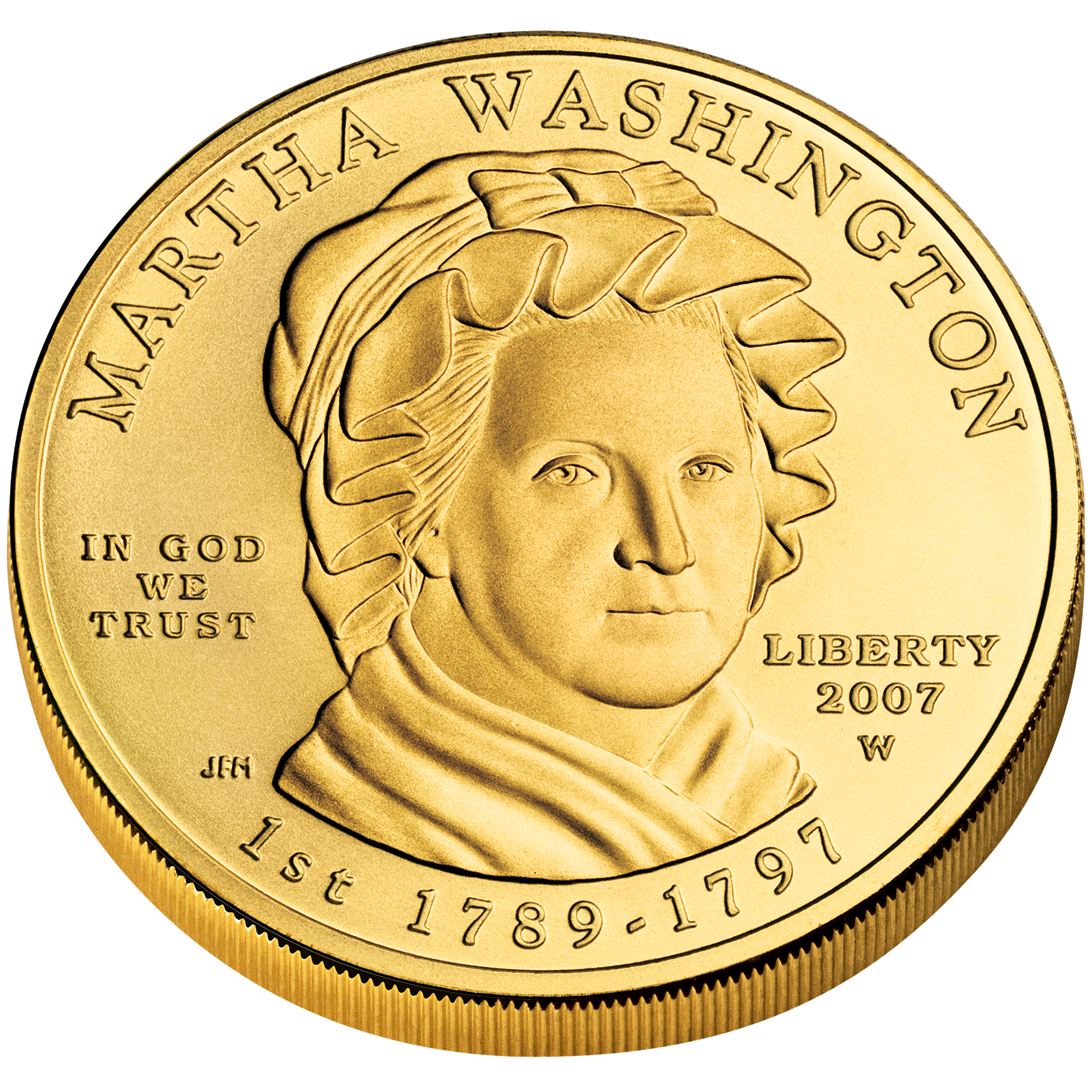
Mặt trái
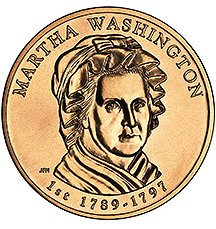
Mặt phải (huy chương đồng)